# Höytiäinen
Der Höytiäinen ist ein See in der finnischen Landschaft Nordkarelien.
Er liegt nördlich des Pyhäselkä, dem nordöstlichsten der Saimaa-Seen, in den Gemeinden Polvijärvi und Kontiolahti.
Mit einer Wasserfläche von 282,64 km² gehört er zu den 20 größten Seen Finnlands.
Der See liegt auf einer Höhe von 87,3 m und weist eine maximale Wassertiefe von 59 m auf.
Noch Anfang des 19. Jahrhunderts hatte der See eine Fläche von über 400 km² und lag 9,6 m höher als heute.
Es wurde damals geplant, durch kontrolliertes Absenken des Wasserspiegels neue landwirtschaftliche Nutzflächen zu gewinnen.
Am 4. August 1859 kam es dann zu einer unkontrollierten Flutung der abstrom gelegenen Gewässer. Die Abflussmenge, die sich über den Höytiäisen-Kanal in den benachbarten See Pyhäselkä ergoss, betrug etwa 5000 m³/s. Der Wasserspiegel des Pyhäselkä stieg zeitweise um 2 m.
Innerhalb der darauffolgenden Wochen fiel der Wasserspiegel des Höytiäinen um 7 m.
Im Folgejahr wurde noch mehr Wasser abgelassen, so dass der See seinen heutigen Zustand erreichte und insgesamt etwa 157 km² an Fläche verlor.